# Clusia pachamamae
Clusia pachamamae là một loài thực vật có hoa trong họ Bứa. Loài này được Zent.-Ruíz & A.Fuentes mô tả khoa học đầu tiên năm 2008.